# Campionati mondiali di ginnastica artistica 2013
I Campionati mondiali di ginnastica artistica 2013 sono la 44ª edizione dei mondiali di ginnastica artistica. Si sono svolti ad Anversa (Belgio), all'Antwerp Sports Palace dal 30 settembre al 6 ottobre 2013.
È la seconda volta che la città di Anversa ospita i mondiali artistica: aveva infatti già ospitato la prima edizione della manifestazione, tenutasi più di cento anni prima, nel 1903.

## Programma
| Giorno       | Ora   | Uomini                                                          | Donne                                                  |
| ------------ | ----- | --------------------------------------------------------------- | ------------------------------------------------------ |
| 30 settembre | ---   | Qualificazioni                                                  |                                                        |
| 1º ottobre   | ---   | Qualificazioni                                                  | Qualificazioni                                         |
| 2 ottobre    | ---   |                                                                 | Qualificazioni                                         |
| 3 ottobre    | 20:00 | Concorso individuale                                            |                                                        |
| 4 ottobre    | 20:00 |                                                                 | Concorso individuale                                   |
| 5 ottobre    | 14:30 | Finale ad attrezzo (corpo libero, cavallo con maniglie, anelli) | Finale ad attrezzo (volteggio, parallele asimmetriche) |
| 6 ottobre    | 14:30 | Finale ad attrezzo (volteggio, parallele simmetriche, sbarra)   | Finale ad attrezzo (trave di equilibrio, corpo libero) |

## Podi

### Maschile
| Evento                | Oro                        | Punteggio | Argento                    | Punteggio | Bronzo           | Punteggio |
| Concorso individuale  | Kōhei Uchimura             | 91,990    | Ryohei Kato                | 90,032    | Fabian Hambüchen | 89,332    |
| Corpo libero          | Kenzō Shirai               | 16,000    | Jacob Dalton               | 15,600    | Kōhei Uchimura   | 15,500    |
| Cavallo con maniglie  | Kohei Kameyama             | 15,833    | Max Whitlock Daniel Corral | 15,633    | —                | —         |
| Anelli                | Arthur Nabarrete Zanetti   | 15,800    | Aleksandr Balandin         | 15,733    | Brandon Wynn     | 15,666    |
| Volteggio             | Yang Hak Seon              | 15,533    | Steven Legendre            | 15,249    | Kristian Thomas  | 15,233    |
| Parallele simmetriche | Kōhei Uchimura Lin Chaopan | 15,666    | —                          | —         | John Orozco      | 15,333    |
| Sbarra                | Epke Zonderland            | 16,000    | Fabian Hambüchen           | 15,933    | Kōhei Uchimura   | 15,633    |

### Femminile
| Evento                 | Oro             | Punteggio | Argento         | Punteggio | Bronzo          | Punteggio |
| Concorso individuale   | Simone Biles    | 60,216    | Kyla Ross       | 59,332    | Alija Mustafina | 58,856    |
| Volteggio              | McKayla Maroney | 15,724    | Simone Biles    | 15,595    | Hong Un Jong    | 15,483    |
| Parallele asimmetriche | Huang Huidan    | 15,400    | Kyla Ross       | 15,266    | Alija Mustafina | 15,033    |
| Trave                  | Alija Mustafina | 14,900    | Kyla Ross       | 14,833    | Simone Biles    | 14,333    |
| Corpo libero           | Simone Biles    | 15,000    | Vanessa Ferrari | 14,633    | Larisa Iordache | 14,600    |

### Risultati (in dettaglio)

#### Cavallo con maniglie
La finale ad attrezzo al cavallo con maniglie ai Campionati Mondiali si è svolta all'Antwerp Sports Palace di Anversa, Belgio il 5 ottobre 2014.
| Pos.    | Ginnasta              | D Score | E Score | Pen. | Totale |
| ------- | --------------------- | ------- | ------- | ---- | ------ |
| Oro     | Kohei Kameyama        | 6.900   | 8.933   | —    | 15.833 |
| Argento | Max Whitlock          | 7.200   | 8.433   | —    | 15.633 |
| Argento | Daniel Corral         | 6.800   | 8.833   | —    | 15.633 |
| 4       | Zhang Hongtao         | 6.600   | 9.000   | —    | 15.600 |
| 5       | Alberto Busnari       | 7.100   | 8.500   | —    | 15.600 |
| 6       | Robert Seligman       | 6.400   | 9.033   | —    | 15.433 |
| 7       | Matvei Petrov         | 6.700   | 8.716   | —    | 15.416 |
| 8       | Prashanth Sellathurai | 6.600   | 7.433   | —    | 14.033 |

#### Anelli
La finale ad attrezzo agli anelli ai Campionati Mondiali si è svolta all'Antwerp Sports Palace di Anversa, Belgio il 5 ottobre 2014.
| Pos.    | Ginnasta           | D Score | E Score | Pen. | Totale |
| ------- | ------------------ | ------- | ------- | ---- | ------ |
| Oro     | Arthur Zanetti     | 6.800   | 9.000   | —    | 15.800 |
| Argento | Aleksandr Balandin | 6.900   | 8.833   | —    | 15.733 |
| Bronzo  | Brandon Wynn       | 6.700   | 8.966   | —    | 15.666 |
| 4       | Liu Yang           | 6.800   | 8.833   | —    | 15.633 |
| 5       | Yuri van Gelder    | 6.900   | 8.633   | —    | 15.533 |
| 6       | Samir Ait Said     | 6.800   | 8.700   | —    | 15.500 |
| 7       | Koji Yamamuro      | 6.800   | 8.633   | —    | 15.433 |
| 8       | Danny Pinheiro     | 6.900   | 7.666   | —    | 14.566 |

#### Volteggio maschile
La finale ad attrezzo al volteggio ai Campionati Mondiali si è svolta all'Antwerp Sports Palace di Anversa, Belgio il 6 ottobre 2014.
| Pos.    | Ginnasta        | D. Score | E. Score | Penalità | 1° Parziale | D. Score | E. Score | Penalità | 2° Parziale | Totale |
| ------- | --------------- | -------- | -------- | -------- | ----------- | -------- | -------- | -------- | ----------- | ------ |
| Oro     | Yang Hak-Seon   | 6.400    | 9.333    | —        | 15.733      | 6.000    | 9.333    | —        | 15.333      | 15.533 |
| Argento | Steven Legendre | 6.000    | 9.266    | —        | 15.266      | 6.000    | 9.233    | —        | 15.233      | 15.249 |
| Bronzo  | Kristian Thomas | 6.000    | 9.500    | —        | 15.500      | 5.600    | 9.366    | —        | 14.966      | 15.233 |
| 4       | Kenzō Shirai    | 6.000    | 9.466    | 0.1      | 15.366      | 5.600    | 9.300    | —        | 14.900      | 15.133 |
| 5       | Sergio Sasaki   | 6.000    | 9.333    | —        | 15.333      | 5.600    | 9.266    | —        | 14.866      | 15.099 |
| 6       | Diego Hypólito  | 5.600    | 9.336    | —        | 14.966      | 5.800    | 9.333    | —        | 15.133      | 15.049 |
| 7       | Marius Berbecar | 5.600    | 9.200    | —        | 14.800      | 5.600    | 9.300    | —        | 14.900      | 14.850 |
| 8       | Oleh Vernyayev  | 6.000    | 9.133    | —        | 15.133      | 6.000    | 8.066    | 0.3      | 13.766      | 14.449 |
| Pos.    | Ginnasta        | 1° Salto | 1° Salto | 1° Salto | 1° Salto    | 2° Salto | 2° Salto | 2° Salto | 2° Salto    | Totale |

#### Parallele simmetriche
La finale ad attrezzo alle parallele simmetriche ai Campionati Mondiali si è svolta all'Antwerp Sports Palace di Anversa, Belgio il 6 ottobre 2014.
| Pos.   | Ginnasta               | D Score | E Score | Pen. | Totale |
| ------ | ---------------------- | ------- | ------- | ---- | ------ |
| Oro    | Kōhei Uchimura         | 6.700   | 8.966   | —    | 15.666 |
| Oro    | Lin Chaopan            | 6.700   | 8.966   | —    | 15.666 |
| Bronzo | John Orozco            | 6.800   | 8.733   | —    | 15.533 |
| 4      | You Hao                | 6.900   | 8.600   | —    | 15.500 |
| 5      | Epke Zonderland        | 6.500   | 8.800   | —    | 15.300 |
| 6      | Marius Daniel Berbecar | 6.500   | 8.500   | —    | 15.000 |
| 7      | Brandon Wynn           | 6.300   | 7.966   | —    | 14.266 |
| 8      | Vasileios Tsolakidis   | 5.600   | 7.833   | —    | 13.433 |
| 9      | Anton Fokin            | 5.500   | 6.966   | —    | 12.466 |

#### Sbarra
La finale ad attrezzo alla sbarra ai Campionati Mondiali si è svolta all'Antwerp Sports Palace di Anversa, Belgio il 6 ottobre 2014.
| Pos.    | Ginnasta              | D Score | E Score | Pen. | Totale |
| ------- | --------------------- | ------- | ------- | ---- | ------ |
| Oro     | Epke Zonderland       | 7.700   | 8.300   | —    | 16.000 |
| Argento | Fabian Hambüchen      | 7.400   | 8.533   | —    | 15.933 |
| Bronzo  | Kōhei Uchimura        | 6.900   | 8.733   | —    | 15.633 |
| 4       | Samuel Mikulak        | 6.900   | 8.666   | —    | 15.566 |
| 5       | Jossimar Calvo Moreno | 7.200   | 8.266   | —    | 15.466 |
| 6       | Andreas Bretschneider | 6.900   | 8.258   | —    | 15.158 |
| 7       | Ryohei Kato           | 6.400   | 8.625   | —    | 15.025 |
| 8       | Lin Chaopan           | 6.900   | 8.000   | —    | 14.900 |

## Medagliere
| Pos.   | Paese          | Oro | Argento | Bronzo | Totale |
| ------ | -------------- | --- | ------- | ------ | ------ |
| 1      | Giappone       | 4   | 1       | 2      | 7      |
| 2      | Stati Uniti    | 3   | 6       | 3      | 12     |
| 3      | Cina           | 2   | 0       | 0      | 2      |
| 4      | Russia         | 1   | 1       | 2      | 4      |
| 5      | Brasile        | 1   | 0       | 0      | 1      |
| 5      | Corea del Sud  | 1   | 0       | 0      | 1      |
| 5      | Paesi Bassi    | 1   | 0       | 0      | 1      |
| 8      | Germania       | 0   | 1       | 1      | 2      |
| 8      | Regno Unito    | 0   | 1       | 1      | 2      |
| 10     | Italia         | 0   | 1       | 0      | 1      |
| 10     | Messico        | 0   | 1       | 0      | 1      |
| 12     | Corea del Nord | 0   | 0       | 1      | 1      |
| 12     | Romania        | 0   | 0       | 1      | 1      |
| Totale | Totale         | 13  | 12      | 11     | 36     |